# Lena Söderqvist
Lena Söderqvist –nacida como Lena Wahlqvist– es una deportista sueca que compitió en triatlón. Ganó dos medallas de plata en el Campeonato Mundial de Triatlón de Larga Distancia en los años 1998 y 2001.

## Palmarés internacional
| Campeonato Mundial | Campeonato Mundial     | Campeonato Mundial | Campeonato Mundial |
| Año                | Lugar                  | Medalla            | Prueba             |
| ------------------ | ---------------------- | ------------------ | ------------------ |
| 1998               | Isla Sado (Japón)      | Medalla de plata   | Individual         |
| 2001               | Fredericia (Dinamarca) | Medalla de plata   | Individual         |